# Hassayampa Inn
El Hassayampa Inn, conocido durante mucho tiempo como el Hotel Hassayampa, en Prescott, Arizona, es un hito en la calle Gurley que se construyó en 1927. Fue diseñado por los arquitectos Trost & Trost.
Su arquitectura es Mission/Renacimiento español y/o Renacimiento italiano.
Es miembro del Registro Nacional de los Hoteles Históricos de América.
Fue construido por Ramey Bros., contratistas de construcción de El Paso, Texas. 